# Alexander Konstantinowitsch Iwanow
Alexander Konstantinowitsch Iwanow (russisch Александр Константинович Иванов; * 22. Juli 1989 in Rustawi, Georgische SSR) ist ein russischer Gewichtheber.

## Persönliches
Alexander Iwanow wurde am 22. Juli 1989 in Georgien geboren. Im Alter von drei Jahren siedelte seine Familie nach Südrussland um. Seither wohnt er in der Staniza Nowomyschastowskaja in der Nähe von Krasnodar. Iwanow begann als Jugendlicher mit dem Gewichtheben, da schon sein älterer Bruder Leonid diese Sportart betrieb und als Dritter der Juniorenweltmeisterschaft 2004 im Federgewicht bis 62 kg auch international Erfolg hatte.

## Karriere
Alexander Iwanows erster internationaler Erfolg war der Gewinn der Jugendeuropameisterschaft 2005 in Sofia. Im Mittelgewicht bis 77 kg belegte er mit 325 kg (145/180) den ersten Platz, vor Siarhei Lahun aus Weißrussland mit 324 kg. Seine erste Junioren-WM schloss er 2006 in Hangzhou mit 355 kg (160/195) als Vierter des Leichtschwergewichts ab. Bei der Junioren-EM im selben Jahr reichten 349 kg (158/191) für die Silbermedaille hinter seinem Landsmann Wassili Polownikow mit 351 kg.
2007 konnte Iwanow seinen ersten Weltmeistertitel der Junioren gewinnen. In Prag hob er im Leichtschwergewicht 359 kg (163/196) im Zweikampf und gewann damit alle drei Disziplinen. Diesen Erfolg konnte er 2008 in Cali mit 365 kg (165/200), sowie 2009 in Bukarest, nun im Mittelschwergewicht, mit 385 kg (175/210) wiederholen.
2010 wurde Iwanow mit einer Leistung von 408,0 kg (183,0/225,0 kg) russischer Meister im Mittelschwergewicht und wurde für seine erste Teilnahme an der Weltmeisterschaft der Senioren nominiert. Bei dieser WM in Antalya konnte er sich mit 403 kg (185/218) den Titel im Zweikampf, sowie im Reißen sichern. Lediglich im Stoßen musste er sich Valeriu Calancea geschlagen geben, der 220 kg hob. Ursprünglich hätte Iwanow schon zur Europameisterschaft in Minsk eingesetzt werden sollen, er konnte jedoch aus gesundheitlichen Gründen nicht an den Start gehen.
2011 startete er bei der Weltmeisterschaft in Paris. Nach gutem Beginn, er wurde mit 186 kg Weltmeister im Reißen, schaffte er im Stoßen nur 215 kg und wurde so mit einer Zweikampfleistung von 401 kg noch von drei Konkurrenten abgefangen, so dass er im Zweikampf nur auf den medaillenlosen 4. Platz kam. Auch bei der russischen Meisterschaft dieses Jahres siegte er nicht. Mit einer Zweikampfleistung von 392 kg (177–215) wurde er von Andrei Demanow, der auf 393 kg (175–218) kam, knapp übertroffen.
Bei der russischen Meisterschaft 2012 verbesserte Alexander Iwanow seine persönliche Bestleistung im Zweikampf auf 411 kg (185–226), mit denen er den Titel vor Andrei Demanow, der 407 kg (181–226) erzielte, gewann. Bei den Olympischen Spielen 2012 in London erreichte er mittels Doping im Mittelschwergewicht 409 kgt (185–224). Damit konnte er sich eine Silbermedaille erschleichen. Den des notorischen Dauerdopings bei den Olympiaden 2008 und 2012 überführten Ilja Iljin aus Kasachstan, der auf 418 kg (185–233) kam, konnte er in diesem Wettkampf der Doper jedoch nicht gefährden.
Bei der russischen Meisterschaft 2013 war Alexander Iwanow nicht am Start. Er siegte aber im Juli 2013 bei der Universiade in Kasan, wo ihm im Zweikampf 395 kg (181–214) zu einem sicheren Sieg reichten. Bei der Weltmeisterschaft 2013 in Wrocław kam er auf 402 kg (180–222) und siegte damit vor den beiden Kasachen Almas Öteschow, 397 kg (175–222) und Wladimir Sedow, 396 kg (180–216). In den Einzeldisziplinen gewann er eine Goldmedaille im Stoßen und eine Silbermedaille im Reißen.

## Doping
Wie umfangreiche Nachtests 2016 bewiesen, trat Iwanow bei den Olympischen Spielen 2012 gedopt an. Er wurde deswegen nachträglich disqualifiziert.

## Internationale Erfolge
| Jahr | Platz  | Wettbewerb                           | Gewichtsklasse | Ergebnisse |
| 2005 | 1.     | Junioren-EM (U 17) in Sofia          | Mittel         | mit 325 kg (145–190), vor Sergej Lahun, Weißrussland, 324 kg (146–178)                                                  |
| 2006 | 4.     | Junioren-WM (U 17) in Hangzhou       | Leichtschwer   | mit 355 kg (160–195); Sieger: Wadim Strelzow, Weißrussland, 375 kg (170–205)                                            |
| 2006 | 2.     | Junioren-EM (U 17) in Palermo        | Leichtschwer   | mit 349 kg (158–191) hinter Wassili Polownikow, Russland, 351 kg (160–191)                                              |
| 2007 | 1.     | Junioren-WM (U 20) in Prag           | Leichtschwer   | mit 359 kg (163–196), vor Anatolii Cîrîcu, Rumänien, 353 kg (157–196)                                                   |
| 2008 | 1.     | Junioren-WM (U 20) in Cali/Kolumbien | Leichtschwer   | mit 365 kg (165–200), vor Aram Andrikjan, Armenien, 341 kg (150–191)                                                    |
| 2009 | 1.     | Junioren-WM (U 20) in Bukarest       | Mittelschwer   | mit 385 kg (175–210), vor Li Bing, China, 380 kg (170–210)                                                              |
| 2010 | 1.     | WM in Antalya                        | Mittelschwer   | mit 403 kg (185–218), vor Artem Iwanow, Ukraine, 402 kg (185–217) und Valeriu Calancea, Rumänien, 397 kg (177–220)      |
| 2011 | 4.     | WM in Paris                          | Mittelschwer   | mit 401 kg (186–215), hinter Artem Iwanow, 407 kg (186–221) und Saeid Mohammadpour, Iran, 402 kg (181–221)              |
| 2012 | Silber | OS in London                         | Mittelschwer   | mit 409 kg (185–224), vor Anatolii Cîrîcu, 407 kg (181–226)                                                             |
| 2013 | 1.     | Universiade in Kasan                 | Mittelschwer   | mit 395 kg (181–214), vor Alexander Saitschikow, Kasachstan, 375 kg (168–207)                                           |
| 2013 | 1.     | WM in Wrocław                        | Mittelschwer   | mit 402 kg (180–222), vor Almas Öteschow, Kasachstan, 397 kg (175–222) und Wladimir Sedow, Kasachstan, 396 kg (180–216) |

## Russische Meisterschaften
| Jahr | Platz | Gewichtsklasse | Ergebnisse                                                    |
| 2010 | 1.    | Mittelschwer   | mit 408 kg (183–225), vor Andrei Demanow, 403 kg (177–226)    |
| 2011 | 2.    | Mittelschwer   | mit 392 kg (177–215), hinter Andrei Demanow, 393 kg (175–218) |
| 2012 | 1.    | Mittelschwer   | mit 411 kg (185–226), vor Andrei Demanow, 407 kg (181–226)    |

## WM-Einzelmedaillen
- WM-Goldmedaillen: 2010/Reißen – 2011/Reißen – 2013/Stoßen
- WM-Silbermedaillen: 2010/Stoßen – 2013/Reißen

## Bestleistungen
- Reißen: 185 kg im Mittelschwergewicht bei der Weltmeisterschaft 2010 in Antalya
- Stoßen: 226 kg im Mittelschwergewicht bei den russischen Meisterschaften 2012
- Zweikampf: 411 kg (185/226) im Mittelschwergewicht bei den russischen Meisterschaften 2012

Erläuterungen
- alle Wettkämpfe im Zweikampf, bestehend aus Reißen und Stoßen
- OS = Olympische Spiele, WM = Weltmeisterschaft, EM = Europameisterschaft
- Mittelgewicht, Gewichtsklasse bis 77 kg, Leichtschwergewicht, bis 85 kg und Mittelschwergewicht, Gewichtsklasse bis 94 kg Körpergewicht